# Nančang J-12
NAMC J-12 (kitajsko: 歼-12) je bil kitajski projekt lahkega nadzvočnega lovskega letala. J-12 bi bil prvi kitajski moderni reaktivni lovec in s težo 3172 kg eden izmed najlažjih reaktivcev na svetu. Prvi let je bil 26. decembra 1970, vendar so kasneje program preklicali.

## Specifikacije
Splošne karakteristike
- Posadka: 1
- Dolžina: 10,3 m (33 ft 9,5)
- Razpon kril: 7,2 m (23 ft 7,5 in)
- Višina: 3,73 m (12 ft 3 in)
- Površina kril: 16,0 m2 (172,2 sq ft)
- Teža praznega letala: 3172 kg (6993 lb)
- Naložena teža: 4530 kg (9987 lb)
- Pogon letala: 1 × Vopen WP-6Z turboreaktivni motor z dodatnim zgorevanjem
  - Potisk motorjev (suh): 2500 kg (5512 lbf)
  - Potisk motorjev z dodatnim zgorevanjem: 4050 kg (8929 lbf)

 Zmogljivost 
- Maks. hitrost: 1300 km/h (808 mph)
- Bojni dolet: 688 km (427 milj)
- Višina leta: 16970 m (55675 ft)
- Hitrost vzpenjanja: 10800 m/min (35433 ft/min)

Oborožitev

- 1x 30 mm avtomatski top v korenu levega krila
- 1x  23 mm top v korenu desnega krila
- Skupno 3 nosilci, 2x podkrilna in 1x podtrupni